# Râul Timișul Mort
Timișul Mort este un afluent al Timișului.

## Hărți
- Harta județului Timiș